# Pascal Wehrlein
Pascal Wehrlein (Sigmaringen, Baden-Württemberg, Alemania; 18 de octubre de 1994) es un piloto de automovilismo alemán-mauriciano. Fue campeón de ADAC Fórmula Masters en 2011 y del Deutsche Tourenwagen Masters con HWA AG en 2015, y resultó subcampeón de la Fórmula 3 Euroseries en 2012. En 2016 y 2017 fue piloto de Fórmula 1 para los equipos Manor y Sauber respectivamente. Es piloto de Fórmula E desde 2018, debutando con el equipo Mahindra Racing. Ha sido campeón del mundo en 2023-24 con TAG Heuer Porsche, y cuarto en 2022-23.

## Carrera

### Inicios
Wehrlein comenzó en el karting en 2004, y comenzó a competir en las categorías de monoplazas promocionales en 2010 con la ADAC Fórmula Masters, donde se consagró campeón en 2011. En 2012 compitió en la Fórmula 3 Euroseries donde resultó segundo con un triunfo y diez podios.

### DTM
En 2013, Wehrlein debutó en el Deutsche Tourenwagen Masters con un Mercedes-Benz Clase C del equipo Mücke. Puntuó en tres carreras y terminó en el puesto 22 del campeonato de pilotos. En la temporada 2014, Wehrlein pasó del equipo Mucke al HWA, logró su primera victoria en Lausitzring, convirtiéndose en el piloto más joven en ganar en esta categoría, y cuatro top 10 adicionales para terminar octavo en el clasificador final.

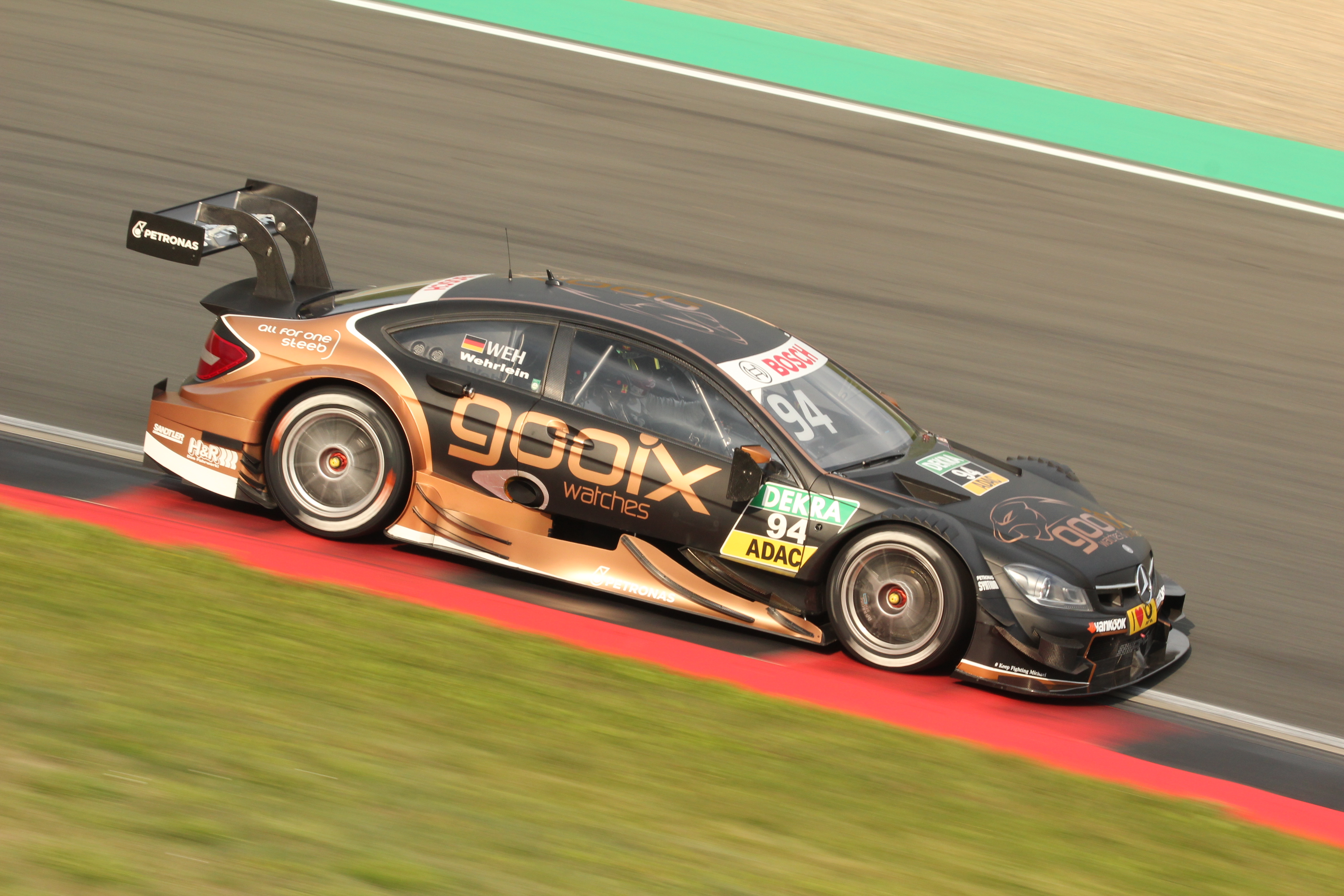
Pascal Wehrlein en la fecha del DTM en Oschersleben, 2015.

Wehrlein fue muy competitivo en 2015, donde logró dos triunfos en Norisring 1 y Moscú 1, dos segundos puestos, un tercero, y 10 top 5, consagrándose campeón del DTM, siendo el más joven de la historia de la categoría con 21 años de edad.
El alemán retornó al DTM para la temporada 2018, nuevamente como piloto oficial de Mercedes-Benz. Puntuó en la mayor parte de las carreras, y subió al podio en una oportunidad.

### Fórmula 1

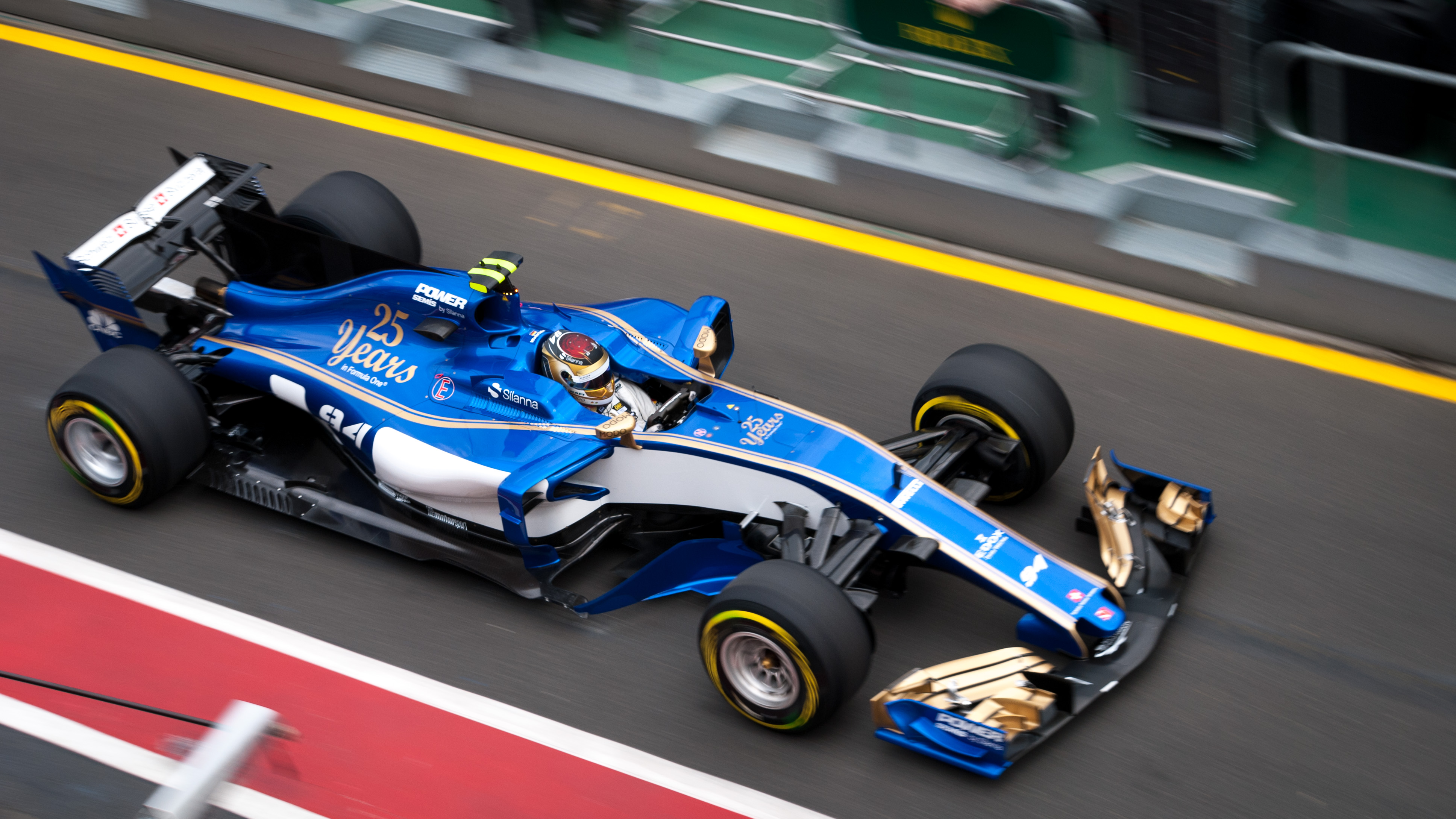
Wehrlein conduciendo el Sauber C36 de 2017.

#### Pruebas en Mercedes y Force India (2015)
En septiembre de 2015, Wehrlein fue confirmado como piloto de pruebas del equipo Mercedes de Fórmula 1. Tomó parte de las pruebas de pretemporada en Barcelona, conduciendo para Force India y Mercedes.

#### Manor (2016)

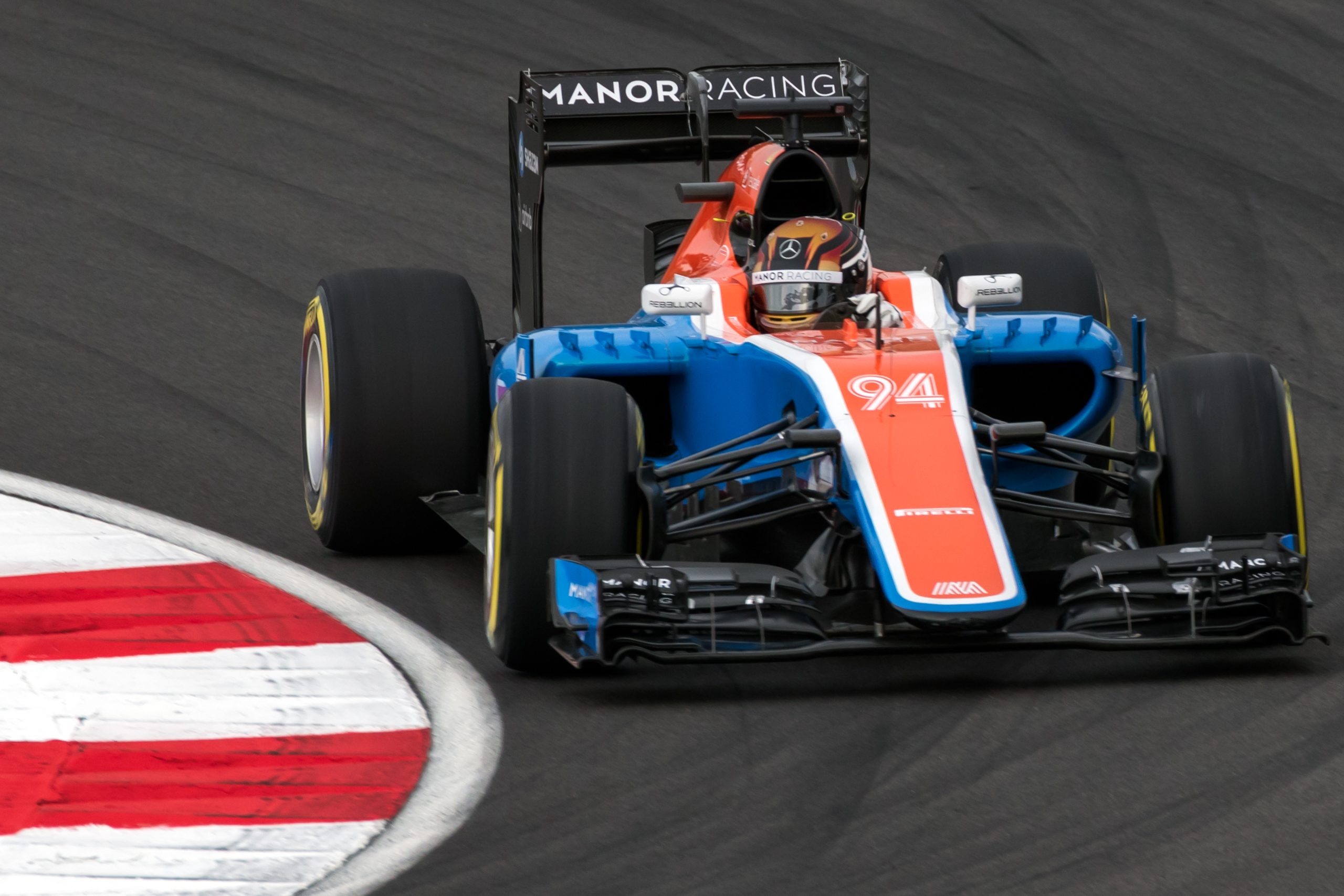
Pascal en la Q1 del GP de Malasia de 2016.

Hizo su debut en la categoría en la temporada 2016, con el equipo inglés Manor. Consiguió el primer punto del equipo al terminar 10.º en Austria. Finalizó 19.° la temporada con ese único punto.

#### Sauber (2017)
Pasó al equipo suizo Sauber F1 Team para la temporada 2017 de Fórmula 1, pero no disputó las dos primeras carreras por un accidente sufrido en la Race of Champions a principio de año (fue remplazado por Antonio Giovinazzi). En el GP de España Pascal terminó 8.°, logrando puntuar por primera vez con este equipo. No perdió ni uno solo de los lugares que ganó, aunque una sanción de cinco segundos por una infracción de entrada a un pozo le costó el séptimo lugar a Carlos Sainz Jr.. Su carrera en el Gran Premio de Mónaco terminó cuando, en la 57.ª vuelta, Jenson Button intentó lanzarse por el interior de Portier, pero logró derribar al Sauber de costado contra las barreras, lo que requirió una nueva exploración de su espalda. Obtuvo su segundo punto final de la temporada en el Gran Premio de Azerbaiyán después de luchar con su compañero Ericsson por la 10.ª posición. Esto llevó sus puntos a 5 puntos. A pesar de haber vencido a Ericsson tanto en la clasificación como en la mayoría de las carreras, además de ser el único piloto que anotó puntos para Sauber esa temporada, Sauber no renovó a Wehrlein para la temporada 2018 y fue reemplazado por Charles Leclerc.

#### Retorno como probador de Mercedes
Tras no tener lugar para la temporada 2018, fue confirmado por Toto Wolff como piloto de desarrollo de Mercedes. Dejó la estructura a fin de año.

### Fórmula E
Tras separarse de Mercedes, el alemán fue llamado por Mahindra Racing para la temporada 2018-19 de Fórmula E, junto a Jérôme d'Ambrosio, aunque no fue parte de la primera carrera de la temporada, en Diriyah. Luego de las 12 carreras restantes, el alemán consiguió un podio, una pole y dos vueltas rápidas; sumando total de 58 puntos para quedar en la posición 12 del campeonato, justo detrás de d'Ambrosio. 
Corrió las primeras cinco carreras de la siguiente temporada, hasta que fue reemplazado por Alex Lynn.
El 14 de agosto de 2020 fue contratado por TAG Heuer Porsche a partir de la temporada 2020-21 sustituyendo a Neel Jani.

## Resumen de carrera
| Temporada | Categoría                                 | Equipo                           | Carreras     | Victorias    | Poles        | VR           | Podios       | Puntos       | Pos.         |
| --------- | ----------------------------------------- | -------------------------------- | ------------ | ------------ | ------------ | ------------ | ------------ | ------------ | ------------ |
| 2010      | ADAC Fórmula Masters                      | ADAC Berlin-Brandenburg e.V.     | 20           | 1            | 1            | 1            | 4            | 147          | 6.º          |
| 2011      | ADAC Fórmula Masters                      | ADAC Berlin-Brandenburg e.V.     | 24           | 8            | 7            | 4            | 13           | 331          | 1.º          |
| 2012      | Fórmula 3 Euroseries                      | Mücke Motorsport                 | 24           | 1            | 1            | 1            | 11           | 226          | 2.º          |
| 2012      | Campeonato Europeo de Fórmula 3 de la FIA | Mücke Motorsport                 | 20           | 1            | 1            | 1            | 6            | 179          | 4.º          |
| 2012      | Masters de Fórmula 3                      | Mücke Motorsport                 | 1            | 0            | 0            | 0            | 0            | N/A          | 5.º          |
| 2012      | Gran Premio de Macao                      | Mücke Motorsport                 | 1            | 0            | 0            | 0            | 0            | N/A          | 4.º          |
| 2013      | Deutsche Tourenwagen Masters              | Mücke Motorsport                 | 10           | 0            | 0            | 1            | 0            | 3            | 22.º         |
| 2013      | Campeonato Europeo de Fórmula 3 de la FIA | Mücke Motorsport                 | 3            | 1            | 2            | 2            | 3            | 49           | 14.º         |
| 2014      | Deutsche Tourenwagen Masters              | HWA Team                         | 10           | 1            | 1            | 0            | 1            | 46           | 8.º          |
| 2015      | Deutsche Tourenwagen Masters              | HWA AG                           | 18           | 2            | 0            | 1            | 5            | 169          | 1.º          |
| 2016      | Fórmula 1                                 | Manor Racing MRT                 | 21           | 0            | 0            | 0            | 0            | 1            | 19.º         |
| 2017      | Fórmula 1                                 | Sauber F1 Team                   | 19           | 0            | 0            | 0            | 0            | 5            | 18.º         |
| 2018      | Deutsche Tourenwagen Masters              | Mercedes-AMG Motorsport Petronas | 20           | 0            | 0            | 0            | 1            | 108          | 8.º          |
| 2018-19   | Fórmula E                                 | Mahindra Racing                  | 12           | 0            | 1            | 2            | 1            | 58           | 12.º         |
| 2019-20   | Fórmula E                                 | Mahindra Racing                  | 5            | 0            | 0            | 0            | 0            | 14           | 18.º         |
| 2020-21   | Fórmula E                                 | TAG Heuer Porsche Formula E Team | 15           | 0            | 1            | 0            | 1            | 79           | 11.º         |
| 2021-22   | Fórmula E                                 | TAG Heuer Porsche Formula E Team | 16           | 1            | 1            | 1            | 1            | 71           | 10.º         |
| 2022-23   | Fórmula E                                 | TAG Heuer Porsche Formula E Team | 16           | 3            | 0            | 0            | 4            | 149          | 4.º          |
| 2023-24   | Fórmula E                                 | TAG Heuer Porsche Formula E Team | 16           | 3            | 3            | 0            | 5            | 198          | 1.º          |
| 2024-25   | Fórmula E                                 | TAG Heuer Porsche Formula E Team | Disputándose | Disputándose | Disputándose | Disputándose | Disputándose | Disputándose | Disputándose |
| Fuente:   |                                           |                                  |              |              |              |              |              |              |              |

## Resultados

### Fórmula 3 Euroseries
(Clave) (negrita indica pole position) (cursiva indica vuelta rápida)

| Año     | Escudería        | 1         | 2       | 3       | 4       | 5       | 6       | 7       | 8       | 9       | 10      | 11      | 12        | 13      | 14      | 15      | 16      | 17      | 18    | 19      | 20      | 21      | 22      | 23      | 24      | Pos. | Puntos |
| ------- | ---------------- | --------- | ------- | ------- | ------- | ------- | ------- | ------- | ------- | ------- | ------- | ------- | --------- | ------- | ------- | ------- | ------- | ------- | ----- | ------- | ------- | ------- | ------- | ------- | ------- | ---- | ------ |
| 2012    | Mücke Motorsport | HOC 1 Ret | HOC 2 9 | HOC 3 8 | BRH 1 5 | BRH 2 3 | BRH 3 5 | RBR 1 2 | RBR 2 6 | RBR 3 4 | NOR 1 7 | NOR 2 3 | NOR 3 Ret | NÜR 1 3 | NÜR 2 4 | NÜR 3 1 | ZAN 1 7 | ZAN 2 3 | ZAN 3 | VAL 1 5 | VAL 2 3 | VAL 3 4 | HOC 1 2 | HOC 2 8 | HOC 3 2 | 2.º  | 226    |
| Fuente: |                  |           |         |         |         |         |         |         |         |         |         |         |           |         |         |         |         |         |       |         |         |         |         |         |         |      |        |

### Campeonato Europeo de Fórmula 3 de la FIA
(Clave) (negrita indica pole position) (cursiva indica vuelta rápida)

| Año     | Escudería        | Motor    | 1         | 2       | 3         | 4       | 5       | 6       | 7       | 8       | 9       | 10        | 11       | 12       | 13      | 14      | 15      | 16      | 17      | 18      | 19      | 20    | 21    | 22    | 23    | 24    | 25    | 26    | 27    | 28    | 29    | 30    | Pos. | Puntos |
| ------- | ---------------- | -------- | --------- | ------- | --------- | ------- | ------- | ------- | ------- | ------- | ------- | --------- | -------- | -------- | ------- | ------- | ------- | ------- | ------- | ------- | ------- | ----- | ----- | ----- | ----- | ----- | ----- | ----- | ----- | ----- | ----- | ----- | ---- | ------ |
| 2012    | Mücke Motorsport | Mercedes | HOC 1 Ret | HOC 2 8 | PAU 1 Ret | PAU 2 9 | BRH 1 5 | BRH 2 5 | RBR 1 2 | RBR 2 4 | NOR 1 7 | NOR 2 Ret | SPA 1 14 | SPA 2 12 | NÜR 1 3 | NÜR 2 1 | ZAN 1 7 | ZAN 2 3 | VAL 1 5 | VAL 2 4 | HOC 1 2 | HOC 2 |       |       |       |       |       |       |       |       |       |       | 4.º  | 179    |
| 2013    | Mücke Motorsport | Mercedes | MNZ 1 3   | MNZ 2 1 | MNZ 3 2   | SIL 1   | SIL 2   | SIL 3   | HOC 1   | HOC 2   | HOC 3   | BRH 1     | BRH 2    | BRH 3    | RBR 1   | RBR 2   | RBR 3   | NOR 1   | NOR 2   | NOR 3   | NÜR 1   | NÜR 2 | NÜR 3 | ZAN 1 | ZAN 2 | ZAN 3 | VAL 1 | VAL 2 | VAL 3 | HOC 1 | HOC 2 | HOC 3 | 14.º | 49     |
| Fuente: |                  |          |           |         |           |         |         |         |         |         |         |           |          |          |         |         |         |         |         |         |         |       |       |       |       |       |       |       |       |       |       |       |      |        |

### Deutsche Tourenwagen Masters
(Clave) (negrita indica pole position) (cursiva indica vuelta rápida)

| Año      | Escudería                        | Automóvil                | 1       | 2       | 3       | 4        | 5        | 6        | 7        | 8       | 9       | 10        | 11      | 12       | 13      | 14       | 15      | 16      | 17       | 18       | 19       | 20       | Pos. | Puntos |
| -------- | -------------------------------- | ------------------------ | ------- | ------- | ------- | -------- | -------- | -------- | -------- | ------- | ------- | --------- | ------- | -------- | ------- | -------- | ------- | ------- | -------- | -------- | -------- | -------- | ---- | ------ |
| 2013     | Mücke Motorsport                 | DTM AMG Mercedes C-Coupé | HOC 11  | BRH 10  | SPL 10  | LAU 17   | NOR 20†  | MSC 11   | NÜR 10   | OSC 11  | ZAN 12  | HOC 17    |         |          |         |          |         |         |          |          |          |          | 22.º | 3      |
| 2014     | HWA Team                         | DTM AMG Mercedes C-Coupé | HOC 11  | OSC Ret | HUN 14  | NOR 5    | MSC 8    | SPL Ret  | NÜR 10   | LAU 1   | ZAN 7   | HOC 20†   |         |          |         |          |         |         |          |          |          |          | 8.º  | 46     |
| 2015     | HWA AG                           | DTM AMG Mercedes C-Coupé | HOC 1 2 | HOC 2 8 | LAU 1 5 | LAU 2 13 | NOR 1    | NOR 2 5  | ZAN 1 10 | ZAN 2 6 | SPL 1 2 | SPL 2 21† | MSC 1   | MSC 2 10 | OSC 1 5 | OSC 2 5  | NÜR 1 3 | NÜR 2 5 | HOC 1 8  | HOC 2 20 |          |          | 1.º  | 169    |
| 2018     | Mercedes-AMG Motorsport Petronas | Mercedes-AMG C63 DTM     | HOC 1 5 | HOC 2 6 | LAU 1 8 | LAU 2 3  | HUN 1 13 | HUN 2 12 | NOR 1 13 | NOR 2 9 | ZAN 1 4 | ZAN 2 6   | BRH 1 7 | BRH 2 4  | MIS 1 6 | MIS 2 12 | NÜR 1 7 | NÜR 2 9 | SPL 1 13 | SPL 2 6  | HOC 1 11 | HOC 2 18 | 8.º  | 108    |
| Fuentes: |                                  |                          |         |         |         |          |          |          |          |         |         |           |         |          |         |          |         |         |          |          |          |          |      |        |

### Fórmula 1
(Clave) (negrita indica pole position) (cursiva indica vuelta rápida)

| Año     | Escudería                  | 1      | 2      | 3      | 4      | 5      | 6       | 7      | 8       | 9      | 10      | 11     | 12      | 13      | 14      | 15     | 16     | 17      | 18     | 19      | 20     | 21     | Pos. | Puntos |
| ------- | -------------------------- | ------ | ------ | ------ | ------ | ------ | ------- | ------ | ------- | ------ | ------- | ------ | ------- | ------- | ------- | ------ | ------ | ------- | ------ | ------- | ------ | ------ | ---- | ------ |
| 2016    | Pertamina Manor Racing MRT | AUS 16 | BHR 13 | CHN 18 | RUS 18 | ESP 16 | MON 14  | CAN 17 | EUR Ret | AUT 10 | GBR Ret | HUN 19 | GER 17  |         |         |        |        |         |        |         |        |        | 19.º | 1      |
| 2016    | Manor Racing MRT           |        |        |        |        |        |         |        |         |        |         |        |         | BEL Ret | ITA Ret | SIN 16 | MYS 15 | JPN 22  | USA 17 | MEX Ret | BRA 15 | ABU 14 | 19.º | 1      |
| 2017    | Sauber F1 Team             | AUS WD | CHN    | BHR 11 | RUS 16 | ESP 8  | MON Ret | CAN 15 | AZE 10  | AUT 14 | GBR 17  | HUN 15 | BEL Ret | ITA 16  | SIN 12  | MYS 17 | JPN 15 | USA Ret | MEX 14 | BRA 14  | ABU 14 |        | 19.º | 5      |
| Fuente: |                            |        |        |        |        |        |         |        |         |        |         |        |         |         |         |        |        |         |        |         |        |        |      |        |

### Fórmula E
(Clave) (negrita indica pole position) (cursiva indica vuelta rápida)

| Año     | Equipo                           | 1       | 2       | 3      | 4     | 5       | 6       | 7       | 8       | 9      | 10      | 11      | 12     | 13     | 14     | 15    | 16      | Pos. | Puntos |
| ------- | -------------------------------- | ------- | ------- | ------ | ----- | ------- | ------- | ------- | ------- | ------ | ------- | ------- | ------ | ------ | ------ | ----- | ------- | ---- | ------ |
| 2018-19 | Mahindra Racing                  | ALD     | MAR Ret | SAN 2  | MEX 6 | HKG Ret | SNY 7   | ROM 10  | PAR 10  | MON 4  | BER 10  | BRN Ret | NYC 7  | NYC 12 |        |       |         | 12.º | 58     |
| 2019-20 | Mahindra Racing                  | DIR 11  | DIR 15  | SAN 4  | MEX 9 | MAR 22  | BER     | BER     | BER     | BER    | BER     | BER     |        |        |        |       |         | 18.º | 14     |
| 2020-21 | TAG Heuer Porsche Formula E Team | DIR 5   | DIR 10  | ROM 7  | ROM 3 | VAL Ret | VAL 18  | MON Ret | PUE DSQ | PUE 4  | NYC Ret | NYC 4   | LON 10 | LON 5  | BER 21 | BER 6 |         | 11.º | 79     |
| 2021-22 | TAG Heuer Porsche Formula E Team | DIR 11  | DIR 9   | MEX 1  | ROM 8 | ROM 6   | MON Ret | BER 6   | BER 12  | YAK 8  | MAR 12  | NYC 6   | NYC 11 | LON 10 | LON 10 | SEÚ 7 | SEÚ Ret | 10.º | 71     |
| 2022-23 | TAG Heuer Porsche Formula E Team | MEX 2   | DIR 1   | DIR 1  | HYD 4 | CAB Ret | SÃO 7   | BER 6   | BER 7   | MON 10 | YAK 1   | YAK 6   | PRT 8  | ROM 9  | ROM 7  | LON 9 | LON 10  | 4.º  | 149    |
| 2023-24 | TAG Heuer Porsche Formula E Team | MEX 1   | DIR 8   | DIR 7  | SÃO 4 | TOK 5   | MIS 16  | MIS 1   | MON 5   | BER 5  | BER 4   | SHA 2   | SHA 20 | PRT 10 | PRT 4  | LON 1 | LON 2   | 1.º  | 199    |
| 2024-25 | TAG Heuer Porsche Formula E Team | SÃO Ret | MEX 3   | YED 15 | YED 8 | MIA 1   | MON 6   | MON 7   | TOK 13  | TOK 2  | SHA 12  | SHA 2   | YAK 11 | BER 2  | BER 15 | LON 3 | LON 8   | 3.º  | 145    |
| Fuente: |                                  |         |         |        |       |         |         |         |         |        |         |         |        |        |        |       |         |      |        |

### 24 Horas de Le Mans
| Año     | Equipo                    | Copilotos              | Automóvil   | Clase    | Vueltas | Pos. | Pos. Clase |
| ------- | ------------------------- | ---------------------- | ----------- | -------- | ------- | ---- | ---------- |
| 2025    | Porsche Penske Motorsport | Felipe Nasr Nick Tandy | Porsche 963 | Hypercar | 386     | 8.º  | 8.º        |
| Fuente: |                           |                        |             |          |         |      |            |